# Paprium
Paprium — это самодельная homebrew видеоигра в жанре beat 'em up, разработанная и изданная инди-студией WaterMelon для Sega Mega Drive. Эта игра является первой игрой WaterMelon со времён Pier Solar and the Great Architects. Paprium была анонсирована WaterMelon как часть краудфандинговой кампании непосредственно на их сайте «Magical Game Factory» в 2012 году, а начальная разработка началась примерно в 2013/2014 годах.
Перед выпуском Paprium прошёл восьмилетний цикл разработки, во время которой WaterMelon и какие-либо отдельные разработчики практически не общались с прессой и не говорили ничего о разработке игры. Из-за этого до первых поставок игры в конце 2020 года игра считалась отменённой.

## Игровой процесс

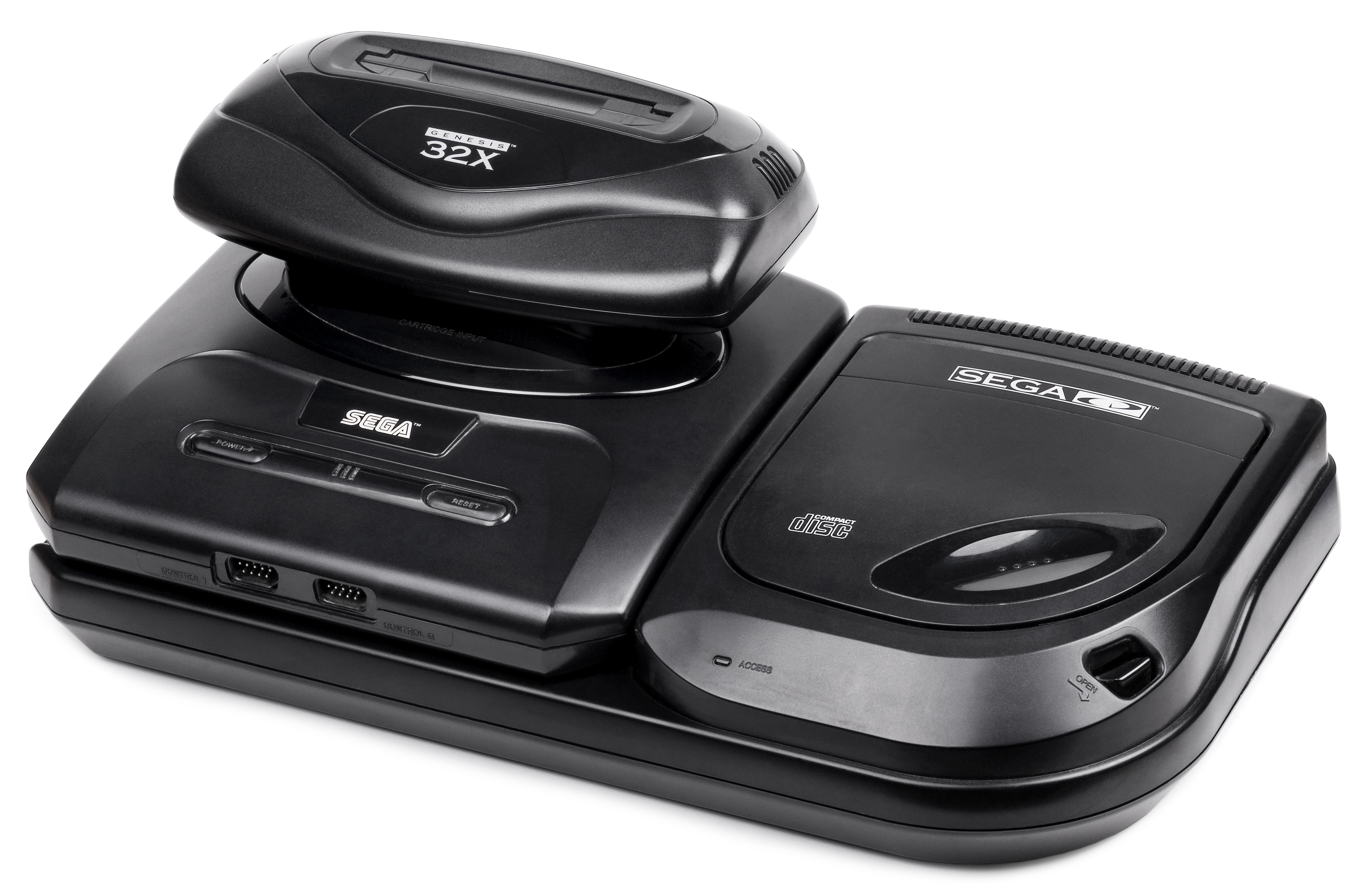
Paprium открывает дополнительные игровые возможности при подключении Sega Mega-CD и/или Sega 32X.

Paprium — игра в жанре beat 'em up, похожая по стилю на другие игры beat 'em up, которые выходили на Sega Mega Drive в конце 80-х и начале 90-х, такие как Golden Axe и Streets of Rage, с визуальными эффектами, стилизованными под различные медиа в жанре киберпанк. Игра предлагает три режима: «оригинальный», «аркадный» и «арена», изначально недоступная для запуска. Оригинальный и аркадный режимы доступны при первом запуске игры, их не требуется открывать в процессе прохождения, при этом в оригинальном режиме есть кат-сцены и выбранный игроком ход игры (дальнейшее развитие сюжета и смена локаций), в то время как в аркадном режиме игра идёт в строго установленном разработчиками маршруте повествования. Режим арены открывается после прохождения оригинального режима, и представляет собой режим выживания с участием до четырёх игроков, но только в том случае, если каждый из четырёх игроков использует аркадный джойстик Grand Stick III производства WaterMelon.
Paprium начинается с трёх игровых персонажей: Тага, Алекса и Дайса, каждый со своей силой и скоростью, а также с несколькими другими игровыми персонажами, которых игрок может разблокировать по ходу игры. Игра следует за тремя персонажами в Паприуме, вымышленном городе, построенном после масштабной ядерной войны, расположенном «где-то в равноудалённой точке между Шанхаем, Токио и Пхеньяном» в 8А2 году (шестнадцатеричное значение для года 2210). Игра поддерживает как аксессуары Sega Mega-CD, так и аксессуары Sega 32X. При этом, когда аксессуары подключены к Sega Mega Drive, в игре будут доступны коробки с аксессуарами, которые действуют как метательное взрывное оружие для противников. Помимо этого, дополнительное аппаратное обеспечение процессора Sega Mega-CD можно использовать в качестве второго игрока, управляемого компьютером в однопользовательской игре.
Игрок будет проходить различные уровни, сражаясь с вражескими персонажами, чтобы в конце концов прийти к финальному боссу, уникальному для каждого из уровней. На некоторых уровнях есть разветвлённые пути, которые позволяют игроку выбирать, каким путём он хочет продвигаться по уровню. Убийство врагов увеличит счёт игрока, что поможет разблокировать дополнительные жизни или бонусы в процессе прохождения. Одна уникальная особенность, в отличие от других игр beat 'em up, заключается в том, что счёт записывается в шестнадцатеричной системе счисления или системе счисления с основанием 16, а не в традиционной десятичной или системе счисления с основанием 10. Данная особенность не ограничивается счётом в игре, поскольку другие числа, такие как вышеупомянутый год и возраст персонажа игрока, также записываются в шестнадцатеричном формате. Персонажи игры могут сформировать зависимость от наркотиков в виде синих таблеток, которые можно подобрать на уровнях и которые дают небольшую неуязвимость при их использовании. Если игрок пристрастится к наркотику, это съест полосу жизни персонажа. Если шкала жизни игрока попадает в область «зависимости», игровой персонаж перейдёт в состояние абстинентного синдрома и станет слабее и медленнее. У игроков будет возможность подобрать различное оружие или использовать различные транспортные средства на определённых этапах, чтобы упростить бои.

## Разработка
21 февраля 2012 года компания WaterMelon анонсировала новую игру на своём веб-сайте Magical Game Factory, созданном в качестве интернет-магазина, а также страницы краудфандинга для WaterMelon и её будущих игр, под кодовым названием «Project Y», которая была анонсирована как новая игра для Sega Mega Drive, находящиеся на тот момент в разработке. Игра финансировались «драгоценными камнями» — собственной цифровой валютой, используемой WaterMelon для этого сайта, где каждый из спонсоров мог конвертировать реальную валюту в «драгоценные камни», тем самым поддержать разработчиков игры, а также проголосовать за то, в каком направлении они хотели, чтобы игра развивалась. Каждый драгоценный камень стоил примерно 0,10 евро (около 0,13$) и использовался индивидуально в качестве голосов, позволяя спонсорам покупать больше драгоценных камней для финансирования идей, которые они хотели бы видеть в будущей игре.
4 марта 2012 года компания WaterMelon объявила, что по результатам опроса инвесторов Project Y станет ролевой игрой в жанре beat 'em up, а результаты другого опроса от 29 марта 2012 года определили, что игра будет разрабатываться в сеттинге киберпанка. Разработка Project Y началась примерно в сентябре 2012 года вместе с переизданием Pier Solar and the Great Architects с улучшенной HD-графикой с первоначальной датой выпуска летом 2013 года. Изначально планировалось, что размер игры будет не менее 40 мегабит, но в ходе цикла разработки он был увеличен до 64 мегабит.
WaterMelon призвала нанять дополнительных художников для Project Y в июле 2013 года. Главным требованием разработчиков для этой должности являлось знакомство с играми Final Fight, Streets of Rage и The King of Fighters. Тулио Гонсалвес, один из разработчиков игры, упомянул в интервью Retro Gamer, что это были основные источники вдохновения для художественного стиля игры и игрового процесса. В конечном итоге в результате этой открытой вакансии Луис Мартинс был назначен художником, ответственным за дизайн персонажей Paprium. Из-за позднего найма художника для игры и путаницы вокруг того, когда игра будет выпущена, дата выпуска была незаметно перенесена на 25 марта 2014 года, а другие сотрудники WaterMelon позже заявили, что эта первоначальная дата выпуска летом 2013 года была «фальшивой».
Внутренние конфликты в студии WaterMelon начали возникать во время разработки HD-версии Pier Solar and the Great Architects и в начале циклов разработки Project Y, кульминацией которых стало возвращение геймдизайнера, программиста и соучредителя WaterMelon Гвенаэля Годде во Францию и принятие его же собственного решения отделить разработку Project Y от себя, вплоть до того, что информация о производстве картриджей и о направлении игры были скрыты и известны только ему. Годде не хотел делиться информацией о разработке даже своему близкому соучредителю WaterMelon Тулио Гонсалвесу. Гонсалвес покинул компанию после выхода Pier Solar and the Great Architects HD в конце 2014 года из-за конфликтов с Годде. Ещё одна неудача в разработке игры произошла в августе 2016 года, когда Годде заявил, что комплект разработчика Project Y был утерян авиакомпанией Air France, в результате чего WaterMelon пришлось заменить его с большими затратами для студии, однако позднее это было оспорено участником форума Sega-16, который был в контакте с Годде и Air France и утверждал, что во время его взаимодействия с авиакомпанией по перелёту никто не сообщал о какой-либо потерянной посылке.
WaterMelon объявили, что официальным названием Project Y будет Paprium, в сообщении от 17 марта 2017 года на своей странице в Facebook, а также дату выпуска в конце 2017 года, позже подтвержденную как 17 сентября 2017 года. Ещё одна неудача произошла во время разработки, предшествовавшей выпуску игры, когда PayPal закрыл учётные записи WaterMelon и заморозил их средства, хранящиеся в PayPal. Годде написал в блоге Magical Game Factory, а затем объявил, что выпуск игры будет перенесён с сентября 2017 года на начало 2018 года.
В сообщении от 27 марта 2018 года компания WaterMelon заявила, что они столкнулись с производственной проблемой с набором микросхем DATENMEISTER, и это задержало производство игры, поскольку для продолжения производства требовались модификации набора микросхем. 27 октября 2018 года WaterMelon провела небольшую вечеринку в Париже, чтобы отпраздновать 30-летие Sega Mega Drive, а также публично представить рабочую копию Paprium. Это был первый раз, когда Paprium в какой-либо форме был представлен публике, а не члену команды разработчиков WaterMelon. Вечеринка подверглась критике со стороны как участников, так и тех, кто смотрел записанные кадры игрового процесса, поскольку игра казалась незавершённой, врагов не существовало, этапы казались пустыми, а игра несколько раз вылетала во время демонстрации. Годде защищал вечеринку и демонстрацию игры, утверждая, что Paprium был закончен, но они намеренно продемонстрировали прототип, чтобы окончательный выпуск игры стал сюрпризом для новых игроков. Позже Годде заявил в интервью 2020 года, что выпущенная версия игры была завершена в 2017 году, а также заявил, что эта версия игры была специально разработана для вечеринки в Париже, несмотря на различные проблемы, возникающие в игровом процессе.
Мартенс, один из разработчиков подтвердил, что Paprium всё ещё находится в производстве, и выпуск игры планировался в конце 2019 года, после того, как ранее Годде сделал публичное заявление, в котором призвал WaterMelon к отсутствию прозрачности в отношении новостей о выпуске и производстве игры. 28 мая 2019 года Годде опубликовал пост на странице WaterMelon в Facebook вместе с видео, на котором рабочий завода собирает Grand Stick III. В этом посте Годде намекнул на финансовые проблемы, связанные с выпуском Paprium, наряду с упоминанием о том, что будут собраны только предварительно заказанные копии, без дальнейшего сбора запасов.

### Саундтрек
Саундтрек к Paprium был написан Дэвидом Бертоном, также известным как Groovemaster303, и Тревином Хьюзом, также известным как Jredd. Тулио Гонсалвес изначально обратился к Бертону, чтобы тот написал саундтрек для Paprium (тогда ещё под кодовым названием Project Y) из-за его предыдущей работы над Pier Solar and the Great Architects и над фан-игрой Streets of Rage Remake. В саундтреке используется встроенный в Sega Mega Drive звуковой чип Yamaha YM2612, а также Zilog Z80, включённый в Sega Mega Drive для обратной совместимости с Sega Master System, а также дополнительное оборудование, включённое в набор микросхем Paprium DATENMEISTER для дополнительных аудиовозможностей, таких как увеличение количества аудиоканалов. Саундтрек был записан где-то в 2013 году с небольшими изменениями и настройками треков, внесёнными в течение жизненного цикла разработки.
Хьюз упомянул, что такие игры, как серия Streets of Rage, а также игра Terminator от Sega Mega Drive, наряду с работами Юдзо Коширо и Тима Фоллина, использовались в качестве вдохновения для саундтрека и звукового дизайна Paprium.

### Оборудование для картриджей
Аппаратное обеспечение картриджа Paprium уникально как среди коммерчески выпущенных игр Sega Mega Drive, так и среди самодельных выпусков. Картридж содержит специальный набор микросхем под названием «DATENMEISTER» или упоминаемый WaterMelon как набор микросхем «DT128M16VA1LT». Это не первый раз, когда игра для Sega Mega Drive выпускается с дополнительным оборудованием для улучшения графических возможностей аппаратного обеспечения консоли, однако это первый раз, когда чипсет Sega Virtua Processor (SVP), созданный для версии Virtua Racing на Sega Mega Drive используется для выпуска картриджа для homebrew игры с собственным чипсетом. Этот набор микросхем находится под металлическим радиатором на печатной плате картриджа (PCB), однако при первых поставках картриджей были сообщения о том, что радиатор был неправильно закреплён на печатной плате, а WaterMelon опубликовал на странице онлайн-поддержки игры заявление о том, что пользователи должны открыть корпус картриджа и снять радиатор вручную, чтобы не повредить печатную плату, так как радиатор предназначен исключительно для эстетики и не нужен для работы. Пользователи, снявшие радиатор, обнаружили эпоксидную смолу, покрывающую чипсет DATENMEISTER, нанесённую туда компанией WaterMelon для предотвращения обратной разработки чипсета. Удаление эпоксидной смолы показывает несколько дополнительных микросхем, таких как Altera FPGA (10M02SCU169C8G), микроконтроллер STMicroelectronics (STM32F446ZEJ6), микроконтроллер Spansion (GL064N90FFIS2), полупроводниковое ОЗУ ISSI (IS42S16100H) и два логических элемента от ON Semiconductor (74LCX245 и 74LCX257), который используется для обработки дополнительных аудиоканалов, а также для помощи консоли в различных игровых задачах (управление VRAM, создание таблицы спрайтов и. т. д.). Картридж использует флэш-память для сохранения данных, и ему не нужно полагаться на функцию сохранения пароля или экономить заряд батареи, как во многих играх Sega Mega Drive, выпущенных в течение срока службы консоли. Картридж также имеет телефонный разъём в верхней части картриджа, который в маркетинговых материалах получил название «MegaWire 4». Хотя функций для этого ещё не существует, WaterMelon упомянул, что он будет использоваться в качестве порта расширения для будущего загружаемого контента вместе с онлайн-таблицей рекордов или, возможно, для обновлений совместимости. Картридж имеет 64 мегабита памяти (8 мегабайт), что делает его одним из самых больших картриджей Sega Mega Drive, когда-либо выпущенных в продажу, наряду с Pier Solar and the Great Architects, у которого также было 64 мегабита.

### Grand Stick III
Вместе с Paprium WaterMelon разработала аркадный джойстик под названием «Grand Stick III». Этот аркадный джойстик работает как на Sega Mega Drive, так и на ПК и оснащён джойстиком аркадного качества и восемью кнопками, имитирующими 6-кнопочный контроллер Mega Drive (A, B, C, X, Y, Z, Start и Mode). Когда джойстик подключён к Sega Mega Drive и используется для Paprium, на джойстике будет подсвечиваться кнопка A, чтобы сообщить игроку, когда синяя пилюля доступна для использования, а также звуковые эффекты из встроенного динамика при ударе игрока противником.
Grand Stick III подключается к Sega Mega Drive через порт контроллера DE-9 или к ПК через разъём USB-B устройства. Grand Stick III также имеет дополнительный порт контроллера DB-9, который в сочетании с дополнительным Grand Stick III и двумя контроллерами Sega Mega Drive позволяет играть до четырёх игроков в разблокируемом режиме арены в Paprium. Стик имеет набор DIP-переключателей в нижней части устройства, которые можно использовать для изменения расположения кнопок, разблокировки определенных режимов в игре Paprium или входа в режим отладки.

## Выпуск
В конечном итоге, спустя множество переносов дат релиза, было окончательно подтверждено, что Paprium завершён и выйдет 16 декабря 2020 года для Sega Mega Drive в нескольких выпусках. Игра доступна в «классическом» издании, которое поставляется в пластиковой коробке-раскладушке с обложкой, похожей на ранние игры Sega Mega Drive, и «ограниченном» издании с обложкой, похожей на более позднюю японскую Sega Mega Drive, европейскую Sega Mega Drive, североамериканскую Genesis. Несмотря на региональную маркировку, каждый картридж Paprium не зависит от региона и изначально предназначен для работы на телевизорах PAL и NTSC. Если игра запущена на японском накопителе Sega Mega Drive, игроки после релиза выявили ряд небольших различий между японским картриджем и североамериканскими/европейскими выпусками, например, музыкальные треки, появляющиеся в игре вместе с добавлением на титульном экране «メガロポリス» («мегаполис» в переводе с катаканой), где на других копиях изображён логотип Datenmeister. Ограниченное издание «Инвестор» было разослано ранним сторонникам проекта и содержит розовый картридж, а также кожаный ремешок, карту игры и рукописную открытку от Годде.
После релиза владельцы картриджа Paprium обнаружили, что первый запуск игры начинается с тролль-игры под названием «PAAAAA», которая является демейком игры и появляется только при первой загрузке. Этот шаг подвергся широкой критике из-за сообщений о том, что игра не загружается на определённом оборудовании, таком как Mega Sg с программируемой пользователем вентильной матрицей от Analogue, а также на клонированных неофициальных консолях или даже на выпущенных Sega официальных старых версиях Sega Mega Drive. Данная ошибка была признана WaterMelon, которые прямо заявили, что они разрабатывали игру только для оборудования, произведённого Sega. Были обнаружены первоначальные обходные пути, которые позволили Paprium загрузиться на Mega Sg, а Analogue в конечном итоге выпустила официальное обновление прошивки, которое позволяет работать игре на Mega Sg изначально. Другие пользователи обнаружили, что для некоторых версий Sega Mega Drive требуется подключение 32X для загрузки, несмотря на то, что Paprium не является игрой 32X или использует дополнительное оборудование 32X. Данная ошибка также была подтверждена непосредственно Годде, который упомянул, что ранние версии Sega Mega Drive Model 1 требуют для работы 32X.
17 февраля 2021 года WaterMelon объявила, что все копии Paprium распроданы, а новое поступление запланировано на 22 февраля. 22 февраля WaterMelon объявила, что они всё еще выпускают игры, однако они начнут продажу своей интеллектуальной собственности, включая Pier Solar и Paprium, а также их невыпущенных игр.
22 октября 2021 года компания WaterMelon объявила о запуске новой кампании Paprium на Kickstarter для финансирования разработки портов игры для PlayStation 4, PlayStation 5, Steam, Dreamcast, Nintendo Switch и Sega Game Gear, при этом цели финансирования будут достигнуты позднее. Вместе с анонсом финансирования разработки, была продемонстрирована новая версия их аркадного джойстика «Grand Stick IVи  возможности приобрести дополнительные картриджи для игры Sega Mega Drive.

## Отзывы
| Иноязычные издания | Иноязычные издания |
| Издание            | Оценка             |
| ------------------ | ------------------ |
| Air-Gaming         | 8/10               |

Paprium получил положительные отзывы рецензентов. Даниэль Кесада из HobbyConsolas дал игре 89/100, высоко оценив аппаратное обеспечение игры, разработанное для получения максимальной отдачи от Sega Mega Drive, а также назвав его отличным преемником beat 'em up 16-битной эпохи, но раскритиковал цену игры в 130 долларов и неравномерную сложность. Ромен Гамбье из Past Game Rebirth дал игре и Grand Stick III положительный отзыв, назвав продолжительность игры и разные пути новаторскими для игр Sega Mega Drive. Фей из Air-Gaming поставил игре 8/10, похвалив графику и звук, но также оставил критику по поводу цены игры в 130 долларов. Себастьян Спонсел из Sega-16 дал игре 7/10, высоко оценив аппаратное обеспечение и огромные графические улучшения, предложенные WaterMelon, но в конечном итоге посчитал, что «всё это просто аккуратная отделка, которая в конечном итоге не поможет скрыть недостатки, присущие игре для Sega Mega Drive».